# Saint-Christoly-Médoc
Saint-Christoly-Médoc egy francia település Gironde megyében az Aquitania régióban. Lakosainak száma 286 fő (2022. január 1.).

## Adminisztráció
Polgármesterek:
- 2008–2014 Sylvie Moriau
- 2014–2020 Stephane Poineau

## Demográfia
| Lakosok száma | 385  | 381  | 337  | 298  | 286  | 292  | 283  | 277  | 277  | 286  |
|               | 1968 | 1982 | 1990 | 2006 | 2013 | 2015 | 2017 | 2019 | 2020 | 2022 |